# Lávová jehla

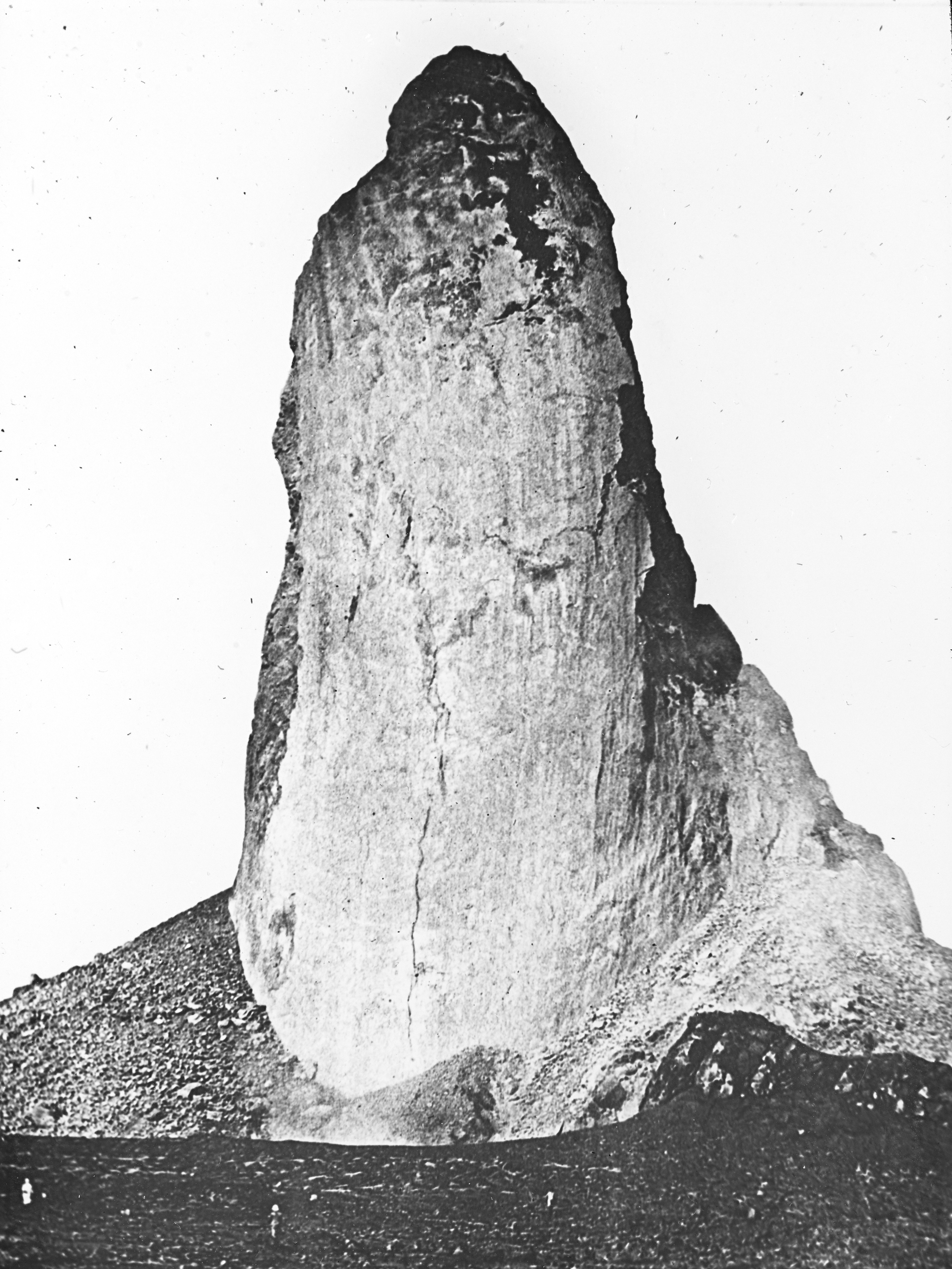
300 m vysoká jehla, sopka Mont Pelée (1903).

Lávová jehla je vertikální struktura z pevné lávy, která je tlakem spodního magmatu vytlačovaná ze sopečného jícnu. Může být tvořena viskózní lávou nebo magmatem, jež utuhlo těsně předtím než bylo vytlačeno na zemský povrch. Lávové jehly jsou vzácné, jelikož procesy jejich tvorby vyžadují zvláštní podmínky.

## Příklady
- Mont Pelée: během erupce v roce 1902 vznikla v kráteru sopky jehla, která každý den rostla o 13 m. Nakonec dosáhla výšky více než 300 m.

- Mount St. Helens: roku 1983 se ve vulkánu zformovala jehla o výšce 30 m, než se po dvou týdnech zhroutila. Další se objevila v roce 2005 a vydržela 5 měsíců. Tentýž rok započal růst třetí struktury a trval až do konce následujícího roku.

- Soufrière Hills: jehla se rovněž vytvořila na lávovém dómu v průběhu erupce v roce 1997.

## Galerie

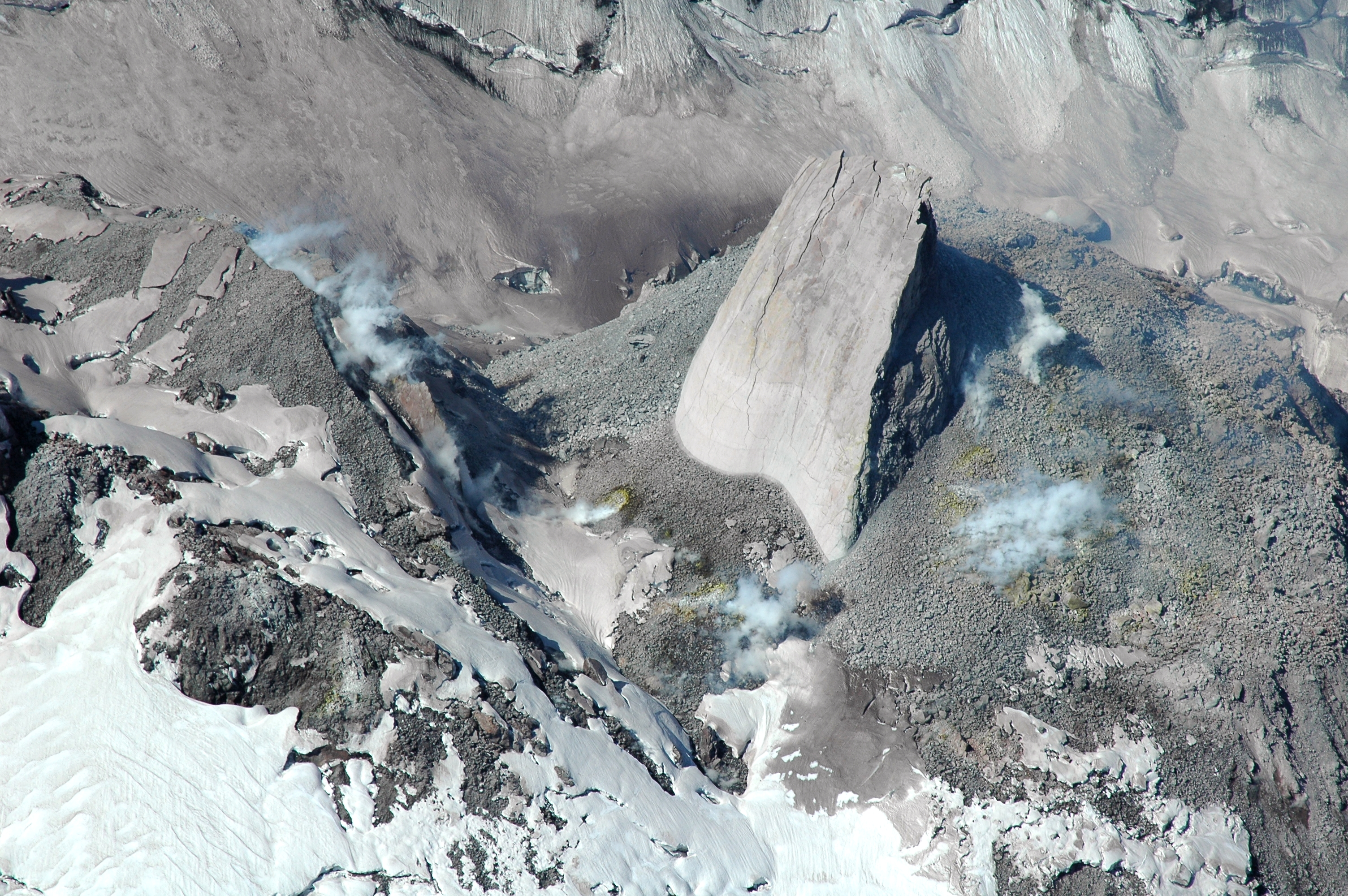
Mount St. Helens, 4. května 2006.
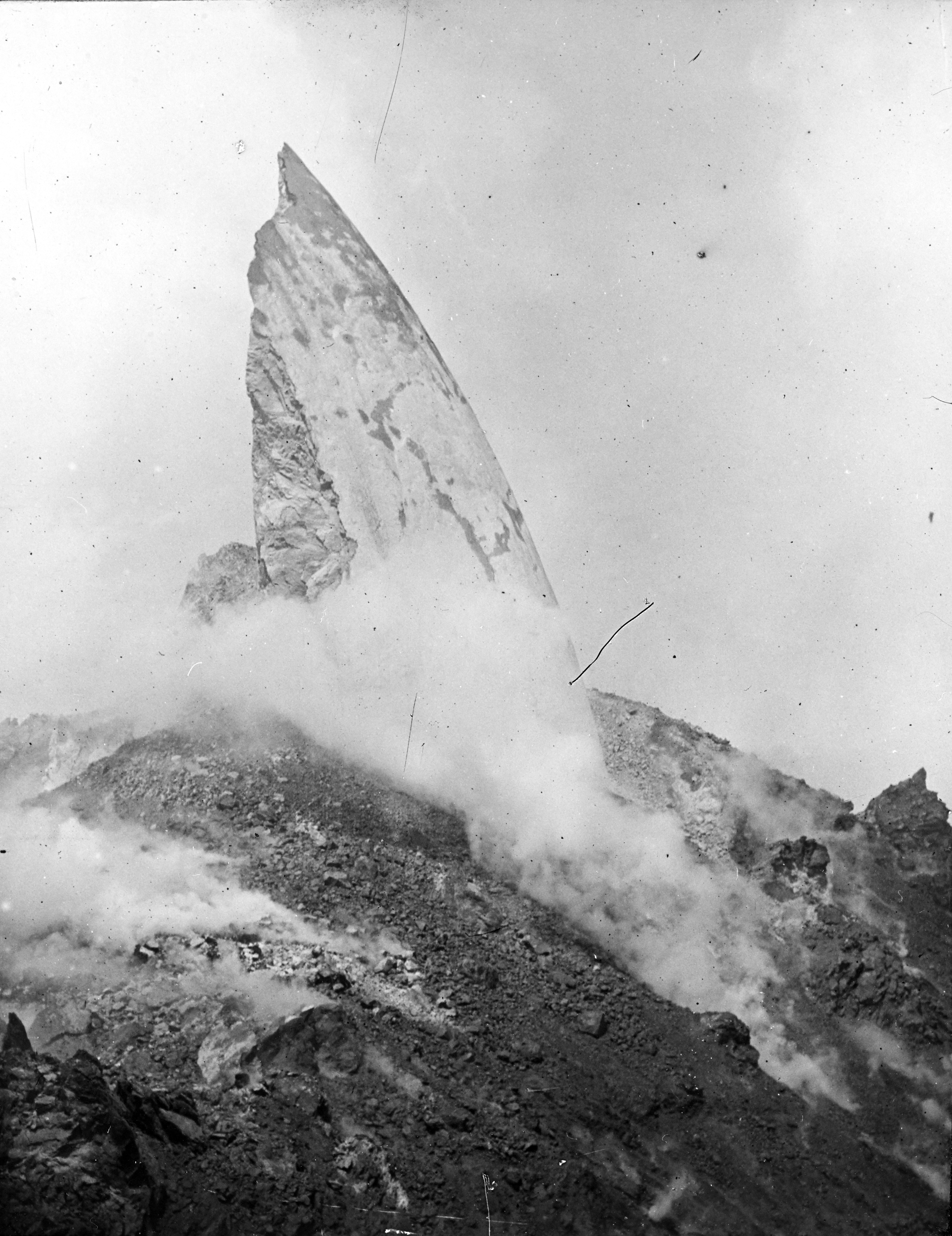
Mont Pelée 1903.
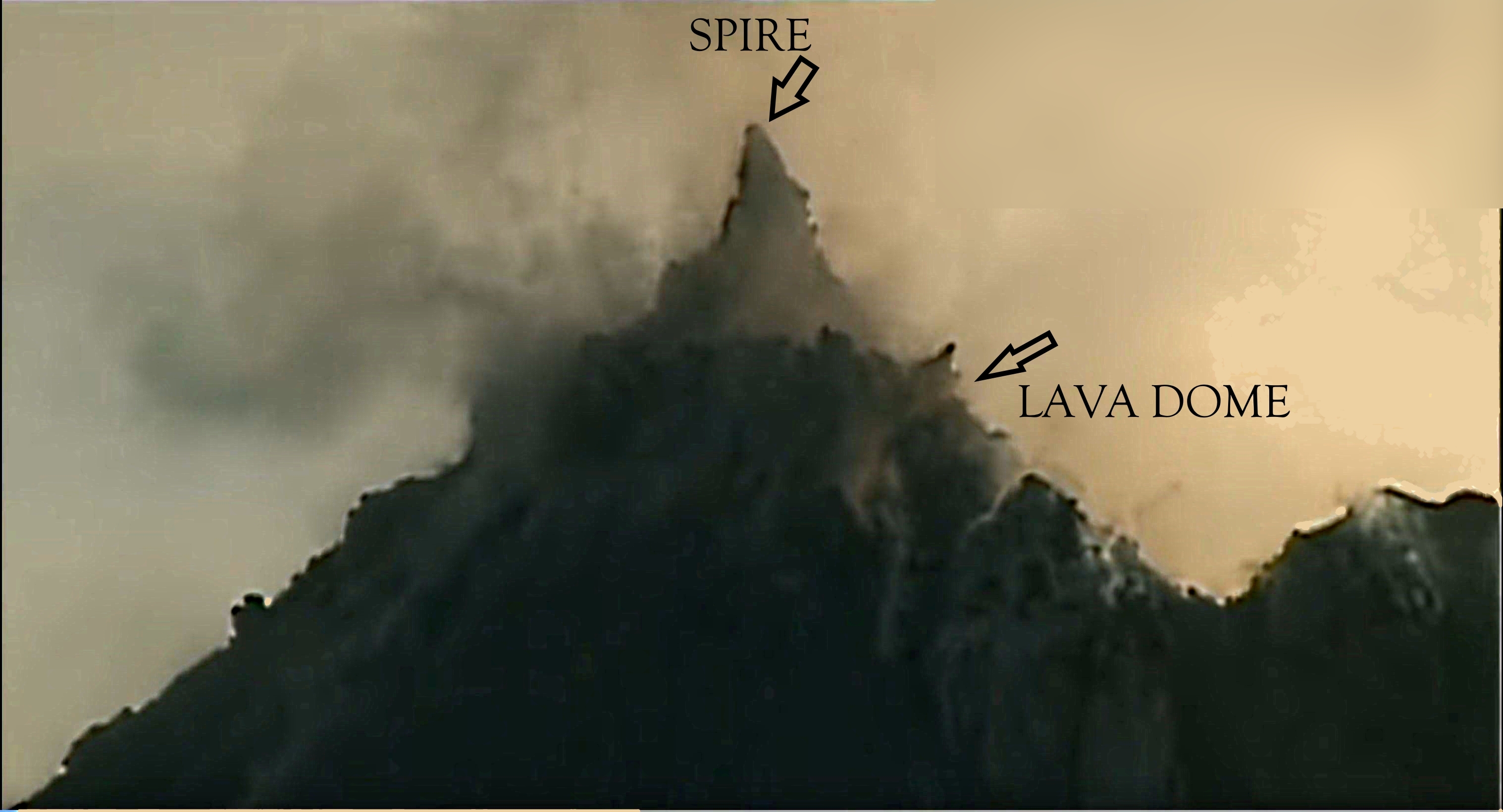
Soufrière Hills 1997.